# Robert Bárány
Robert Bárány (22 tháng 4 năm 1876 - 8.4.1936) là một bác sĩ Hungary gốc Áo. Ông đã đoạt giải Nobel Sinh lý và Y khoa năm 1914 cho công trình nghiên cứu về sinh lý học và bệnh lý của bộ máy tiền đình (vestibular apparatus) ở tai.

## Cuộc đời và sự nghiệp
Bárány sinh tại Viên, Đế quốc Áo-Hung. Ông học y học tại trường Đại học Wien và tốt nghiệp năm 1900. Khi làm bác sĩ ở Wien, Bárány đã thụt một chất lỏng vào tai trong của một bệnh nhân để giảm nhẹ cơn chóng mặt của người này. Bệnh nhân này bị chứng chóng mặt và chứng giật cầu mắt (nystagmus) khi Bárány thụt chất lỏng quá lạnh vào tai. Sau đó, Bárány hâm chất lỏng cho ấm rồi mới thụt vào tai thì bệnh nhân bị giật cầu mắt ở hướng đối lập. Bárány đưa ra lý thuyết là nội dịch ở tai (endolymph) bị dìm xuống khi thụt chất lỏng lạnh và nổi lên khi chất lỏng ấm, và rồi hướng chảy của nội dịch đã tạo ra tín hiệu proprioceptive cho bộ phận tiền đình. Ông theo đuổi việc quan sát này bằng một loạt thí nghiệm về cái mà ông gọi là phản ứng nhiệt. Việc nghiên cứu các kết quả quan sát của ông làm cho việc điều trị bằng phẫu thuật bệnh ở bộ phận tiền đình có thể thực hiện được. Bárány cũng nghiên cứu các khía cạnh khác của việc kiểm soát sự thăng bằng, trong đó có chức năng của tiểu não.
Trong Chiến tranh thế giới thứ nhất, ông phục vụ trong quân đội Áo với tư cách bác sĩ dân sự chuyên về giải phẫu, và bị quân đội Nga bắt làm tù binh.
Năm 1914, khi được thưởng giải Nobel Sinh lý và Y khoa, Bárány còn ở trong trại tù binh của Nga. Ông được thả năm 1916 nhờ các thương thuyết ngoại giao với Nga do Vương tử Carl của Thụy Điển và Hội Chữ thập đỏ chủ trì, và đã kịp tới dự buổi lễ để nhận giải Nobel năm 1916. Từ năm 1917 ông làm giáo sư tại Đại học Uppsala cho tới suốt đời.